# جورج إم. جوزيف
جورج إم. جوزيف (بالإنجليزية: George M. Joseph)‏ هو قاضي ومحامي أمريكي، ولد في 1930، وتوفي في 2003.